# Тарлыкова, Мария Николаевна
Мария Николаевна Тарлыкова (Шамшына) (1926 — 2012) — советский передовик производства в сельском хозяйстве. Герой Социалистического Труда (1950).

## Биография
Родилась 9 декабря 1926 года в деревне Чертас,  Большеболдинского района, Нижегородской области.
С  1941 по 1945 годы после окончания неполной средней школы, М. Н. Тарлыкова начала работала в колхозе имени Октябрьской революции Большеболдинского района, Горьковской области. С 1945 по 1950 годы М. Н. Тарлыкова  возглавила полеводческое звено по выращиванию картофеля и добилась высоких результатов.
15 июня 1950 года Указом Президиума Верховного Совета СССР «за получение высоких урожаев картофеля 530,5 центнера с гектара на площади 3,5 гектара в 1949 году» Мария Николаевна Шамшина была удостоена звания Героя Социалистического Труда с вручением Ордена Ленина и золотой медали «Серп и Молот».
В 1953 году окончила Горьковскую областную школу по подготовке руководящих кадров — работала агрономом в колхозе имени Коминтерна Пильнинского района Горьковской области, с 1977 по 1982 годы — бригадир комплексной бригады колхоза «Медянский».
Скончалась 21 июля 2012 года и была похоронена в селе Медяны Пильнинского района Нижегородской области.

## Награды
- Медаль «Серп и Молот» (15.06.1950)
- Орден Ленина (15.06.1950)
- Медаль «За доблестный труд в Великой Отечественной войне 1941—1945 гг.»